# GEANT
GÉANT é a principal rede europeia, através de ligações na ordem dos Gbps (gigabits por segundo) direccionada para pesquisa e educação. As ligações de GÉANT variam entre os 155 Mbit/s, através dos equipamentos mais antigos, até 10 Gbit/s, através de ligações de fibra óptica.
O projecto GÉANT começou em novembro de 2000, ficando totalmente operacional em dezembro de 2001 (substituição total do TEN-155). Deveria estar pronto em outubro de 2004, mas o prazo foi estendido até abril de 2005. O plano para adquirir, construir e operar a próxima geração da rede foi nomeado GÉANT2; e começou em setembro de 2004.
Pretende-se que a GÉANT seja interligada com outras redes regionais de investigação (como a JANET, HEAnet, Abilene Network, CANARIE, ESnet e SINET) para criar uma única rede de pesquisa. Actualmente, integra ligações com a América do Norte e o Japão, através de conexões na ordem do Gbps (gigabits por segundo).
A rede GÉANT é dirigida pela DANTE (Delivery of Advanced Network Technology to Europe).

## Redes nacionais
Redes nacionais e educativas ligadas à GÉANT são:
- Alemanha - DFN
- Áustria - ACOnet
- Bélgica - BELNET
- Bulgária - ISTF
- Croácia - CARNet
- Chipre - CYNET
- Dinamarca - Forskningsnettet (conectada via NORDUnet)
- Eslováquia - SANET
- Eslovénia - ARNES
- Espanha - RedIRIS
- Estónia - EENet
- Finlândia - FUNET (via NORDUnet)
- França - Renater
- Grécia - GRNET
- Hungria - HUNGARNET
- Islândia - RHnet (via NORDUnet)
- Irlanda - HEAnet
- Índia - GARUDA
- Israel - IUCC
- Itália - GARR
- Letónia - LATNET
- Lituânia - LITNET
- Luxemburgo - RESTENA
- Malta - RiċerkaNet
- Noruega - UNINETT (via NORDUnet)
- Países Baixos' SURFnet
- Polónia - POL-34
- Portugal - FCCN
- Reino Unido - JANET
- República Checa - CESNET
- Roménia - RoEduNet
- Suécia - SUNET (via NORDUnet)
- Suíça - SWITCH
- Turquia - ULAKNET

## Links relacionados
- Task Force Portuguesa de IPV6
- FCCN
- 6Net
- GigaPIX